# Остання зупинка в окрузі Юма
«Остання зупинка в окрузі Юма» (англ. The Last Stop in Yuma County) — американський кримінальний фільм-трилер 2023 року.

## Сюжет
У 1970-х роках дрібний комівояжер, продавець ножів, їде в Карлсбад, штат Каліфорнія, на день народження своєї доньки Сари. Вранці у віддаленій пустелі в окрузі Юма, штат Аризона, він зупиняється на заправній станції. Вернон, заправник станції та власник мотелю, повідомляє йому, що пального немає і немає інших заправних станцій на відстані понад 100 миль (160 км), але незабаром очікується прибуття бензовоза для заправки. Йому не відомо, що бензовоз не прибуде, тому що він злетів з дороги та лежить перевернутий за кілька миль від станції. Очікуючи бензовоза в машині, продавець чує по радіо про пограбування банку раніше того ранку в Бакай, звідки грабіжники втекли з приблизно 700 000 доларів на зеленому Ford Pinto з пошкодженим заднім крилом.
Місцевий шериф Чарлі підвозить до розташованої поруч закусочної свою дружину Шарлотту. яка відкриває закусочну і вітає продавця. Невдовзі після цього двоє банківських грабіжників, Тревіс і Бо, прибувають на станцію на зеленому Pinto, який продавець впізнає як такий, що відповідає опису автомобіля для втечі під час пограбування банку. Він повідомляє про свої підозри Шарлотті, яка намагається зателефонувати своєму чоловікові в поліцейську дільницю, але Бо випереджає її і перерізає телефонний кабель, перш ніж Шарлотта встигає сказати шерифу хоч слово. Грабіжники під погрозою пістолета змушують її та продавця продовжувати поводитись нормально — доки не прибуде бензовоз або поки не зупиниться хтось із достатньою кількістю пального в машині. Ситуація заручників починає ускладнюватися через прибуття до закусочної інших людей, які теж очікують прибуття бензовоза.

## В ролях
| Актор            | Роль            |
| ---------------- | --------------- |
| Джим Каммінгс    | продавець ножів |
| Джоселін Донаг'ю | Шарлотта        |
| Річард Брейк     | Бо              |
| Ніколас Логан    | Тревіс          |
| Джон Праудстар   | Піт             |
| Майкл Ебботт     | Чарлі           |
| Коннор Паоло     | Гевін           |
| Раян Массон      | Майлс           |
| Сьєрра Маккормік | Сибіл           |
| Файзон Лав       | Вернон          |
| Барбара Кремптон | Вірджинія       |